# Lahel
Lahel est une localité située dans le département de Kelbo de la province du Soum dans la région Sahel au Burkina Faso.

## Histoire
En 2006, le village de Bolin est érigé en village indépendant administrativement de Lahel en 2006.

## Démographie
| 2003  | 2006 | 2012 |
| ----- | ---- | ---- |
| 1 425 | 943  | -    |

## Santé et éducation
Le centre de soins le plus proche de Lahel est le centre de santé et de promotion sociale (CSPS) de Kelbo tandis que le centre médical avec antenne chirurgicale (CMA) se trouve à Djibo.
Le village ne possède pas d'école primaire, les élèves devant se rendre à Bolin.